# Chiaro di Nantes
San Chiaro di Nantes (in francese: Saint Clair; fl. IV secolo) fu alla fine del III secolo vescovo della Diocesi di Nantes. Considerato santo dalla Chiesa cattolica, è ricordato il 10 ottobre.

## Agiografia
Si narra che san Chiaro venne inviato da Roma, con un chiodo dalla croce del martirio di San Pietro, dove costruì un oratorio dedicato all'Apostolo, e che è l'origine della Cattedrale di Nantes.
Il santo svolse un importante ruolo nell'evangelizzazione della Bretagna con la fondazione di diverse parrocchie tra Nantes e Vannes.
Morì a Kerbellec, un villaggio nel comune di Réguiny (Morbihan).
La sua tomba si trova in una cappella adiacente alla chiesa di Réguiny. Intorno all'878 a seguito delle invasioni normanne il suo corpo fu traslato a Angers nella chiesa dell'abbazia di Sant'Albino.

## Culto
San Chiaro dalla Chiesa cattolica, è ricordato il 10 ottobre ed è invocato per la guarigione delle malattie degli occhi.
Nel Martirologio Romano: "A Nantes nella Gallia lugdunense, ora in Francia, san Chiaro, venerato come primo vescovo di questa città. ".